# Freizeitforum Marzahn

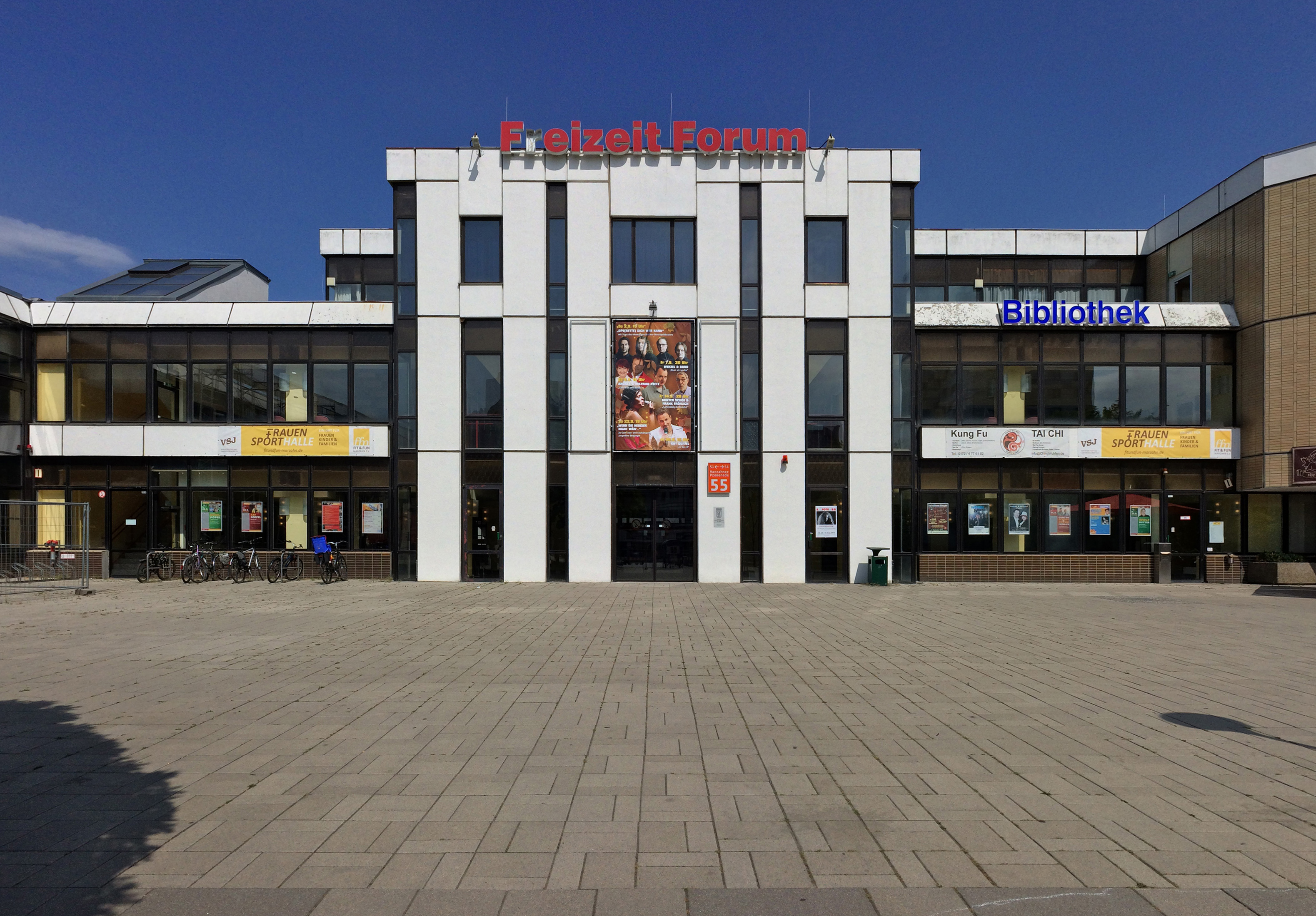
Freizeitforum Marzahn

Das Freizeitforum Marzahn (FFM) ist ein Kulturhaus im Berliner Ortsteil Marzahn des Bezirks Marzahn-Hellersdorf und steht auf dem Victor-Klemperer-Platz.

## Geschichte
Das Freizeitforum Marzahn wurde nach den Plänen eines Entwurfsbüros innerhalb des Baukombinates Ingenieurhochbau Berlin nach einem Wettbewerbserfolg zwischen den Jahren 1983 und 1988 vom Architekten Wolf-Rüdiger Eisentraut geplant und zwischen den Jahren 1988 und 1992 in mehreren Bauabschnitten gebaut. Ende des Jahres 1991 wurde das Freizeitforum Marzahn komplett eröffnet. Im Jahr 1995 übergab der Senat von Berlin das Kulturhaus an den Bezirk Marzahn-Hellersdorf. Das Freizeitforum Marzahn wird seit dem Jahr 2004 von der Gesellschaft für Stadtentwicklung gGmbH (GSE) betrieben.

## Beschreibung
Das Bauwerk lehnt sich gemäß der Darstellung des Architekten an frühere Kulturhaus-Konzepte an. Hier sind folgende Einrichtungen untergebracht: die Bezirkszentralbibliothek Mark Twain, eine Schwimmhalle mit Sauna, die Jugendfreizeiteinrichtung FAIR, eine Frauensporthalle, eine Kegelsportanlage, der Arndt-Bause-Saal, eine Studiobühne und vier Klubräume. Bis in die Mitte der 2010er Jahre gab es auch ein Restaurant und die Tanzbar Malibu. Danach wurde hier die Konditorei & Feinbäckerei Engel untergebracht.